# كازوهيكو كاتو
كازوهيكو كاتو (باليابانية: 加藤和彦؛ بالكانا: かとう かずひこ) هو مغني وملحن ومغن مؤلف ومنتج أسطوانات وممثل ياباني، ولد في 21 مارس 1947 في فوشيمي-كو في اليابان، وتوفي في 16 أكتوبر 2009 في كارويزاوا في اليابان بسبب شنق.

## وصلات خارجية
- كازوهيكو كاتو على موقع IMDb (الإنجليزية)
- كازوهيكو كاتو على موقع ميوزك برينز (الإنجليزية)
- كازوهيكو كاتو على موقع أول موفي (الإنجليزية)
- كازوهيكو كاتو على موقع أول ميوزيك (الإنجليزية)
- كازوهيكو كاتو على موقع ديسكوغز (الإنجليزية)
- كازوهيكو كاتو على موقع قاعدة بيانات الفيلم (الإنجليزية)
- كازوهيكو كاتو على موقع ANN person (الإنجليزية)